# Ritratto di Maria Salviati
Il Ritratto di Maria Salviati è un dipinto a olio su tavola (87x71 cm) attribuito a Pontormo, databile al 1543-1545 circa e conservato negli Uffizi a Firenze.

## Storia
All'inizio del Novecento, la tavola venne acquistata dalle gallerie fiorentine come lavoro di Beccafumi e fu Lányi poi a identificare il ritratto con quello di Maria Salviati eseguito da Pontormo e ricordato da Vasari. Gamba rintracciò un disegno preparatorio al Gabinetto dei Disegni e delle Stampe (n. 6503F), ma ritenne il dipinto eseguito semmai su disegno di Pontormo da un altro pittore, ritenendo invece originale l'altro ritratto di Maria Salviati, quello con un fanciullo, nella Walters Art Gallery di Baltimora.
Luciano Berti (1956), notando l'età più avanzata della donna nel disegno preparatorio, pensò che il ritratto su tavola fosse un lavoro idealizzato, eseguito dopo la morte della donna, madre del granduca Cosimo I. Più tardi Berti negò l'autografia pontormesca, riferendolo a un artista senese del Cinquecento.

## Descrizione e stile
Su uno sfondo scuro si staglia il volto di Maria Salviati e il suo busto coperto da un velo candido su cui incede la luce, risaltandone le forme plastiche. Lo sguardo intenso, rivolto verso lo spettatore, sembra essersi appena distolto da un libro di preghiere che essa tiene in mano, davanti al busto. Un sottile gioco di luci ed ombre è giocato dalle forme del vestito e dal ricadere del velo, che disegna due sinuose volute ai lati dello sguardo, nascondendo appena l'acconciatura raccolta in una treccia annodata attorno alla testa.